# Inger Christensen
Inger Christensen (Vejle, 16. siječnja 1935. – Kopenhagen, 2. siječnja 2009.) bila je danska pjesnikinja, romanopisac, esejist i urednica. Smatra se najistaknutijim danskim poetskim eksperimentalistom svoje generacije.

## Život i djelo
Rođena je u gradu Vejle, na istočnoj obali Jutlanda u Danskoj. Christensenin otac bio je krojač, a majka kuharica. Nakon što je diplomirala u Gimnaziji Vejle, preselila se u Kopenhagen, a kasnije u Århus, gdje je studirala na Učiteljskom koledžu. Diplomirala je 1958. U istom razdoblju, Christensen je počela objavljivati pjesme u časopisu Hvedekorn, a vodio ju je poznati danski pjesnik i kritičar Poul Borum (1934. – 1995.), za kojeg se udala 1959. i razvela 1976. godine.
Predavala je u Visokoj školi za umjetnost u Holbeku od 1963. do 1964., a nakon toga posvetila se pisanju s punim radnim vremenom, objavljujući svoje dvije velike rane zbirke, Lys (1962.) i Gres (1963.), obje ispitujući granice vlastitog znanja i ulogu jezika u percepciji. Njeno najcjenjenije djelo 1960-ih, međutim, bilo je It, koje je, na jednoj razini, istraživalo društvena, politička i estetska pitanja, ali je dublje istraživalo velika filozofska pitanja i značenja. Djelo, gotovo zamamnog tona, suprotstavlja se pitanjima kao što su strah i ljubav, moć i nemoć.
Christensen je u ovom razdoblju objavila i dva romana, Evighedsmaskinen (1964.) i Azorno (1967.), kao i kraću fikciju o talijanskom renesansnom slikaru Mantegni, predstavljenu iz kuta različitih pripovjedača (Mantegninog sekretara Marsilia, turske princeze Farfale i Mantagnijevog mlađeg sina), Det malede Verelse (1976), prevedenu na engleski kao The Painted Room od strane Harvill Pressa (2000.).
Veliki dio Christenseninog rada bio je organiziran na "sistemskim" strukturama u skladu s njenim uvjerenjem da poezija nije istina, pa čak ni "san" istine, već "je igra, možda tragična igra – igra koju igramo sa svijetom koji igra svoju igru sa nama."
U zbirci poezije Alfabet iz 1981. godine, Christensen je koristila abecedu (od a ["marelice"] do n ["noći"]) zajedno sa Fibonaccijevim matematičkim nizom u kojem je sljedeći broj zbroj prethodna dva (0, 1, 1, 2, 3, 5, 8, 13, 21, 34...). Kako je objasnila: "Brojčani omjeri postoje u prirodi: način na koji se poriluk obavija iznutra i glava visibabe su zasnovani na ovom nizu." Njen sustav se završava na n, sugerirajući mnoga moguća značenja uključujući "n" značenje kao bilo koji cijeli broj. Kao i kod It, uprkos svojim visoko strukturiranim elementima, ovo djelo je poetski evokativna serija koja se bavi opozicijama kao što je izljev radosti svijeta suprotstavljenog strahovima i silama spremnim za njegovo uništenje.
Sommerfugledalen iz 1991. (Dolina leptira: Rekvijem, 2004.) istražuje kroz sonetsku strukturu krhkost života i smrtnosti, završavajući svojevrsnom transformacijom.
Christensen je također pisala djela za djecu, drame, radio komade i brojne eseje, od kojih su najznačajniji prikupljeni u njenoj knjizi Hemmelighedstilstanden (Stanje tajnosti) 2000. godine.

## Nagrade i priznanja
Godine 1978. imenovana je u Kraljevsku dansku akademiju; 1994. godine postala je član Académie Européenne de Poésie („Europska akademija poezije“); 2001. član Akademije umjetnosti u Berlinu. Osvojila je Grand Prix des Biennales Internationales de Poésie 1991; Dobila je nagradu Rungstedlund 1991. godine. Austrijska državna nagrada za europsku književnost 1994; 1994. godine dobila je nordijsku nagradu Švedske akademije, poznatu kao 'mali Nobel'; Europska nagrada za poeziju 1995. godine; Američka nagrada 2001; njemački Siegfried Unseld Preis 2006. i brojna druga priznanja. Djela su joj prevedena na nekoliko jezika, a često je spominjana kao kandidat za Nobelovu nagradu za književnost.